# Michael Amar
Michael Amar est un entrepreneur de technologie récompensé par des prix,,. Il est surtout connu pour la création de l’entreprise américaine de logiciel en tant que service Ifeelgoods dans la Silicon Valley,,. Il a reçu plusieurs prix comme le prix Or de la French American Business Awards, l'exposition Web 2.0, l'Etail, les prix IMC, et d'autres,,.

## Carrière
Michael Amar a fondé et développé plusieurs entreprises innovantes en France dans le domaine du commerce électronique et de la publicité en ligne. En 2000 il fonde la régie publicitaire française Daooda,, et en 2005 il fonde Agorad, l'une des plus grandes agences d’achat media en ligne en France (formant des affiliations avec Yves Rocher, Auchan, Intermarché et diverses autres organisations internationales),,. En 2010, il a fondé Ifeelgoods, une société de la Silicon Valley,. À travers Ifeelgoods, Amar a formé des partenariats avec de nombreuses sociétés du Fortune 500 et des liens financiers entre les États-Unis et la France avec des entreprises telles Walmart, Coca Cola, Samsung et diverses autres,,. Amar sert également comme ambassadeur pour la French Tech et board member de StationF de Xavier Niel,. En 2016, il rachète le site spécialisé dans la carte cadeau : Ma Carte Cadeau.